# Валентинівка (село)
Валенти́нівка — село Чогодарівської сільської громади у Березівському районі Одеської області, Україна. Населення становить 369 осіб.

## Населення
Згідно з переписом УРСР 1989 року чисельність наявного населення села становила 358 осіб, з яких 170 чоловіків та 188 жінок.
За переписом населення України 2001 року в селі мешкали 363 особи.

### Мова
Розподіл населення за рідною мовою за даними перепису 2001 року:
| Мова       | Відсоток |
| ---------- | -------- |
| українська | 87,53 %  |
| молдовська | 9,76 %   |
| російська  | 2,17 %   |
| білоруська | 0,27 %   |
| інші       | 0,27 %   |